# 펑크 록 (1970년대 초반)
펑크 록(Funk rock)은 펑크에 록을 접목시킨 음악의 한 종류이다.

## 같이 보기
- 블루스 록
- 블루아이드 솔
- 사이키델릭 소울
- 랩 록